# El Vengador (personaje de las revistas pulp)
El Vengador (en inglés, The Avenger) es un personaje de ficción cuyas aventuras originales aparecieron en la revista pulp The Avenger, entre septiembre de 1939 y septiembre de 1942 en 24 números publicados por la editorial Street & Smith. Se publicaron cinco historias cortas adicionales en la revista Clues Detective (1942-1943), así como una sexta novela corta en la revista The Shadow en 1943. Décadas después Décadas más tarde, la Biblioteca de libros de bolsillo de Warner Brothers encargó y publicó aventuras recién escritas de 1973 a 1974.
El Vengador era un héroe de pulp que combinaba elementos de Doc Savage y La Sombra. La editorial Street & Smith le acreditó la autoría de la serie pulp a Kenneth Robeson, la misma firma que aparecía en las historias de Doc Savage, y que de hecho era un seudónimo de casa utilizado por varios escritores diferentes de la Street & Smith. La mayoría de las historias originales del Vengador fueron escritas por Paul Ernst.

## Historia
La editorial Street & Smith había alcanzado un enorme éxito en ventas con sus pulp de La Sombra y Doc Savage durante los años 30. Queriendo replicar este éxito, la editorial publicó varias revistas (The Skipper, Bill Barnes y The Whisperer), ninguna de las cuales, sin embargo, logró captar la lealtad de la audiencia que lograron Doc Savage y La Sombra. Henry William Ralston, director de circulación de Street & Smith, y el editor John L. Nanovic (que habían creado a Doc Savage) se propusieron crear un nuevo héroe que combinara elementos de las dos series. Buscaron consejo de Lester Dent y Walter B. Gibson, los escritores de Doc Savage y La Sombra, respectivamente, para crear al Vengador y tras diseñar el bosquejo del personaje y la historia decidieron contratar al escritor Paul Ernst para que escribiera las historias. Dent y Gibson se reunieron con Ernst para darle consejos sobre sus historias, Dent centrándose en la caracterización y Gibson en el desarrollo de la trama. El personaje del Vengador, descrito por el experto en pulps Don Hutchison como "claramente un esfuerzo por formar un híbrido de las creaciones más exitosas de la compañía," también hacía eco de sus predecesoras de otras maneras. Mientras que Doc Savage era conocido como "El Hombre de Bronce", el Vengador fue descrito como "El Hombre de Acero". Los "ojos de tirador" del Vengador recordaban los "ojos ardientes" de la Sombra, a quien aún se le llamaba  "El Vengador enmascarado."
A la hora de crear al Vengador, Paul Ernst se basó en elementos de personajes que había creado con anterioridad para las muchas historias que publicó en varias revistas de ciencia ficción y fantasía: Seekay (un detective privado con el rostro desfigurado y que usa una máscara de plástico), The Wraith (un héroe que usaba cuchillo y pistola), Dick Bullitt (con sus rasgos grises), Old Stone Face (un agente del gobierno con rostro impávido); Gray Marauder y Karlu teh Mystic.
Se publicó un anuncio especial del inicio de la publicación de El Vengador en 1939, en la revista pulp de Doc Savage de la Street & Smith. El anuncio decía que "pronto se publicaría", y que incluiría historias "escritas nada más y nada menos que por Kenneth Robeson, 'el conocido creador de Doc Savage." Robeson era en realidad un nombre de casa de la Street & Smith que era utilizado por Ernst y por varios otros autores, entre ellos Lester Dent, el escritor real de Doc Savage. El primer número de El Vengador tuvo la fecha de portada de septiembre de 1939 e incluyó una historia de portada/'novela principal' titulada "Justice Inc." Las ilustraciones interiores fueron obra de Paul Orban, famoso para los fanáticos del pulp por sus "obras similares en Doc Savage y La Sombra."

### Desaparición del pulp
Describiendo a las historias como "bien escritas" con una buena caracterización y "una inusual atención a los detalles," Hutchison anota que en tanto personaje derivado, el Vengador estaba destinado a no ser tan popular como sus rivales originales (Doc Savage, El Araña, G-8, La Sombra, Operator # 5 y The Phantom Detective, según Hutchison), a la vez que argumenta que el personaje "quizás pueda ser considerado el último de los grandes héroes del pulp." Las historias de El Vengador se publicaron inicialmente en su propia revista, en 24 números, primero mensualmente y luego (a partir del n.° 13) bimestralmente en cuatro volúmenes. La serie completa se publicó en exactamente tres años y cesó de publicarse en septiembre de 1942. El personaje se mantuvo activo en la revista Clues Detective, donde se publicaron cinco historias cortas adicionales escritas por Emile Tepperman, además de una historia adicional de Emile Tepperman que se publicó como una historia de respaldo en una edición de 1944 de La Sombra.
Según Don Hutchison, el Vengador se vio afectado por la inmensa reputación de las series que le precedieron y a la vez por haber aparecido demasiado tarde. Tras la "justicia instantánea" de La Sombra y los escenarios globales de Doc Savage y otros héroes pulp, el Vengador era, para 1939, "simplemente un lujo innecesario." "El segundo mejor [...] si se hubiera esforzado más ... pero ocurrió en el momento equivocado." En últimas, concluye Hutchison, "el mundo no necesitaba otro buen héroe de diez centavos."

### Resurgimiento
Con todo, el personaje fue revivido en los años 70 por parte de la Warner Paperback Library, y gozó de un breve resurgimiento en DC Comics (en forma de cómic). También se escribieron nuevas historias en 2008 por parte de Moonstone Books. (Véase más adelante)

## Biografía del personaje

### Orígenes
El nombre real del Vengador es Richard Henry Benson, un aventurero trotamundos que "había ganado millones dedicándose a las aventuras profesionalmente": descubrir caucho en Suramérica, liderar "ejércitos nativos en Java," hacer "mapas aéreos en el Congo," extraer "amatistas en Australia y esmeraldas en Brasil" y encontrar oro en Alaska y diamantes en el Transvaal. Siguiendo el arquetipo de los pulp del héroe rico, a pesar de que su cronología interna los haría (y a Benson en particular) "hijos de la Gran Depresión," la historia de origen del Vengador le brindaba los fondos necesarios para, en últimas, "financiar [sus] accesorios de lucha contra el crimen."
Benson decide sentar cabeza y formar una familia en la primera novela del Vengador ("Justice, Inc."), pero sus planes de llevar una vida pacífica como "ingeniero industrial de fama mundial" se hacen añicos cuando su esposa (Alicia) y su pequeña hija (Alice) son asesinadas por unos delincuentes durante un vuelo entre Buffalo y Canadá. El impacto de esta pérdida tiene un confuso efecto en Benson. Su rostro se paraliza y su piel y su cabello se vuelven blancos, la carne de su rostro se vuelve maleable, como plastilina. A partir de entonces su rostro (en la primera docena de historias) es descrito regularmente (p. ej., en "The Smiling Dogs") en los siguientes términos:
...muerto, como algo desenterrado de un cementerio. Los músculos paralizados de forma que nunca, bajo circunstancia alguna, podrían moverse hasta formar una expresión. Este rostro muerto y raro era tan blanco como la nieve – ¡tan blanco, en una palabra, como uno esperaría que estuviese cualquier carne muerta! En la glacial extensión del rostro había unos ojos de color gris tan pálido que parecían carecer completamente de color. A consecuencia de esta tragedia, Benson jura vengarse él mismo de los villanos y luchar por todos aquellos que han sufrido a manos de criminales.
Don Hutchison sugiere que "la extrema desgracia personal de Benson fue probablemente la motivación más fuerte que tuviera alguno de los grandes héroes del pulp," derivada como era de la muerte de su familia y su propia "muerte en vida." Las historias, escritas por el veterano escritor de revistas y de pulp Paul Ernst, "eran misterios bien tramados con leves extrapolaciones de ciencia ficción," si bien éstas parecían a menudo algo ligeras en comparación con publicaciones rivales como El Araña u Operator # 5. Benson era "el maestro de los escapes a último minuto," sereno e intelectual, mentalmente "par a Doc Savage" pero por lo demás "un hombre de tamaño promedio." El estado maleable y plástico de sus rasgos, por lo demás inmóviles, le permitía remodelar físicamente su rostro con sus dedos hasta parecerse a cualquier persona, y sus rasgos se mantenían en tal forma "hasta que eran cuidadosamente puestos de vuelta en su lugar." Esta habilidad, combinada con tintes de cabello y lentes de contacto de colores, le valió el remoquete de "El hombre de las mil caras."

### Nueva cara
Tras doce números, editorialmente se le pidió a Ernst que eliminara la aflicción facial de Benson con la esperanza de que esto aumentara la menguante audiencia de la revista. De esta forma, la segunda "era distinta" del Vengador tuvo inicio con el primer número del tercer volumen (# 13), a partir de entonces bimensual, poco más de un año después del primer número de la revista.
En el decimotercer número, "Murder On Wheels", ocurrió la presentación del último personaje recurrente importante, Cole Wilson. Inicialmente un oponente del Vengador (antes de unirse a Justice, Inc. en el mismo número), Wilson atrapó al héroe en una máquina que "le dio un choque nervioso de una suerte diferente," devolviendo la carne de Benson a la normalidad y ennegreciendo su cabello. Si bien el Vengador aún se disfrazaba después de esto, ya no podía moldear su ahora normal carne. Tres historias, "Nevlo" (n.° 17), "House of Death" (n.° 15) y "Death in Slow Motion" (n.° 18), habían sido escritas por Ernst antes de tal cambio radical de carácter, y tuvieron que ser reescritas antes de su publicación. Aunque los textos originales ubicaban estas tres historias cronológicamente antes del n.° 13, el tener que ser reescritas sirvió para encajarlas en las líneas de tiempo tal y como fueron publicadas (si bien quedan algunos leves rastros de los originales bajo las toscas inserciones posteriores). A menudo descartado como una adición tardía a las historias, el personaje de Cole Wilson habría de desempeñar un papel más importante en la última docena de libros, escritos por Ron Goulart.

### Artilugios
El Vengador prefería engañar a los criminales para que "se autodestruyeran en las trampas que ellos mismos inventaban" que matarlos él mismo, lo que permitía al escritor Ernst crear tramas considerablemente elaboradas.
Como Doc Savage, Benson se apoyaba en una variedad de gadgets especiales que le ayudaban a vencer a los criminales. Entre ellos se encuentran bombas de gas incapacitante, radios bidireccionales en miniatura, una prenda tejida transparente a prueba de balas y "balines de vidrio que contienen un gas ... [que] instantáneamente [esparcen] un manto negro impenetrable como una noche instantánea," asequibles también a través de un broche en el cuello de Benson.
Su automóvil rivalizaba con los de la serie posterior de James Bond, "un modelo más bien soso de 1935" capaz de alcanzar velocidades de hasta 200 kph (inauditas en esa época), "completamente blindado y equipado con dispositivos y pequeños inventos especiales para el ataque y la defensa," incluyendo ventanas blindadas automáticas y "torpedos en miniatura de potente gas incapacitante."
El Vengador también portaba un par de armas "en fundas delgadas en [sus] pantorrillas derecha e izquierda": su revólver .22 especialmente simplificado y con silenciador ("Mike") y un cuchillo arrojadizo con punta de aguja ("Ike"). Con estas armas personalizadas, Benson era capaz de disparar a alguien de tal modo que la bala solo tocara sus cabezas y los dejara inconscientes, o de "golpear una cagada de mosca a seis metros."

### Asistentes
Como Doc Savage antes que él, Benson rara vez acometía sus aventuras por sí solo, y reunía a varios asistentes para que le ayudaran. Su pequeña banda, conocida como "Justice, Inc.", estaba compuesta por personas que habían sido todas "irreparablemente dañadas por el crimen" y que tenían habilidades especializadas:
- Fergus "Mac" MacMurdie ("Justice, Inc."), un escocés estereotípicamente severo que también era un farmacéutico y químico talentoso. Su familia había sido asesinada por mafiosos, dejando a Mac rencoroso, vengativo e "indiferente ante la amenaza de ... la muerte."[2]
- Algernon Heathcote "Smitty" Smith ("Justice, Inc."), un hombre gigantesco (2 m y 5 cm) de fuerza increíble. Smitty parece lento y estúpido, pero es en realidad un genio en la electrónica. Fue incriminado y pasó un año en la cárcel, por un crimen que no cometió, e inicialmente atacó a Benson, creyendo que el Vengador quería arrestarlo.[2]
- Nellie Gray ("The Yellow Hoard"), "la Emma Peel de su época"[2] es una hermosa joven de aspecto delicado que es de hecho experta en jujutsu y otras artes marciales. Su padre, arqueólogo, fue asesinado por criminales por robarle el oro azteca enterrado que había encontrado. Después de que la Justice Inc. de Benson resolviera el asesinato, el tesoro "se convirtió en el equivalente al inagotable tesoro de oro maya de Doc Savage."[2]
- Josh y Rosabel Newton ("The Sky Walker"), una pareja afroestadounidense cuyos jefes fueron asesinados por delincuentes. Suelen ir de incógnito como sirvientes domésticos, aprovechando los estereotipos de la época para ocultar sus dotes investigativos, en "un comentario irónico sobre la imagen ... en las películas y la ficción de la época."[2] Ambos son egresados del Instituto Tuskegee (ahora Universidad) y tienen hijos más adelante en la serie. (El Vengador se destaca por cómo presentaba a las minorías. Si bien muchas de las revistas pulp de la época son famosas por sus estereotipos racistas, tanto Josh como Rosabel siempre aparecen como personas valientes, inteligentes y de buen carácter.)[2]
- Cole Wilson, quien se une al grupo cerca de la mitad de la serie. Es un personaje mucho menos distintivo que los demás asistentes de Benson y tiene una actitud desenfadada que contrasta con el tono serio del Vengador. Es descrito como un personaje "con un aire de Robin Hood."[2]

## Novelas y cuentos del Vengador

### El Vengador(1939-1942)
Novelas escritas por Paul Ernst y publicadas en la revista El Vengador. Se cree que las primeras trece historias fueron publicadas en el mismo orden en que fueron escritas. Tras los considerables cambios introducidos en Murder on Wheels (noviembre de 1940), los editores de la Street & Smith reelaboraron tres historias escritas con anterioridad para realinearlas con el nuevo formato. Gracias a que fueron reescritas, las historias siguen, con todo, tanto la cronología interna como el orden de publicación.
Los dos primeros volúmenes aparecieron mensualmente (con la excepción del número 12) e incluían portadas de Harold Winfield Scott ("H.W. Scott"). Los volúmenes III y IV (números 13 al 24) tuvieron ilustraciones de "Graves Gladney, Lenosci y Leslie Ross."
- Volumen I
  - 1. Justice, Inc., publicado el 1 de septiembre de 1939
  - 2. The Yellow Hoard, publicado el 1 de octubre de 1939
  - 3. The Sky Walker, publicado el 1 de noviembre de 1939
  - 4. The Devil's Horns, publicado el 1 de diciembre de 1939
  - 5. The Frosted Death, publicado el 1 de enero de 1940
  - 6. The Blood Ring, publicado el 1 de febrero de 1940
- Volumen II
  - 7. Accionistas en Muerte, publicado el 1 de marzo de 1940
  - 8. The Glass Mountain, publicado el 1 de abril de 1940
  - 9. Tuned for Murder, publicado el 1 de mayo de 1940
  - 10. The Smiling Dogs, publicado el 1 de junio de 1940
  - 11. River of Ice, publicado el 1 de julio de 1940
  - 12. The Flame Breathers, publicado el 1 de septiembre de 1940
- Volumen III
  - 13. Asesinato sobre ruedas, publicado el 1 de noviembre de 1940
  - 14. Three Gold Crowns, publicado el 1 de enero de 1941
  - 15. House of Death, publicado el 1 de marzo de 1941[7]
  - dieciséis. The Hate Master, publicado el 15 de mayo de 1941
  - 17. Nevlo, publicado el 1 de julio de 1941[7]
  - 18. Death in Slow Motion, publicado el 1 de septiembre de 1941[7]
- Volumen IV
  - 19. Pictures of Death, publicado el 1 de noviembre de 1941
  - 20. The Green Killer, publicado el 1 de enero de 1942
  - 21. The Happy Killers, publicado el 1 de marzo de 1942
  - 22. The Black Death, publicado el 1 de mayo de 1942
  - 23. The Wilder Curse, publicado el 1 de julio de 1942
  - 24. Midnight Murder, publicado el 1 de septiembre de 1942

### Clues Detective(1942–1943)
Historias cortas escritas posteriormente por Emile C. Tepperman y publicadas en la revista Clues Detective. Las fechas y referencias internas han llevado a algunos expertos en pulp a ajustar ligeramente la numeración de las historias cortas de Tepperman. Estas historias escritas por Tepperman no se reimprimieron en la década de 1970, probablemente debido a su brevedad.
- - 25. Death to the Avenger, publicado el 1 de septiembre de 1942
  - 26. A Coffin for the Avenger, publicado el 1 de noviembre de 1942
  - 27. Vengeance on the Avenger, publicado el 1 de enero de 1943
  - 28. ¡Llamando a Justice, Inc.!, publicado el 1 de marzo de 1943
  - 29. Cargo of Doom, publicado el 1 de mayo de 1943

### The Shadow(1944)
Historia corta escrita por Emile C. Tepperman y publicada en la revista The Shadow, 1944.
- - 30. To find a Dead Man, publicado el 1 de agosto de 1944

### Warner Paperback Library (1972–1975)
Tras las 24 novelas pulp originales de Paul Ernst, y la media docena de historias cortas escritas por Emile C. Tepperman (igualmente bajo el seudónimo de "Kenneth Robeson") en la década de 1940, la Warner Paperback Library reimprimió (30 años después) las veinticuatro novelas originales del Vengador en formato de libros de bolsillo, de manera similar a la exitosa colección de reimpresiones de Doc Savage hecha por Bantam Books.
Continuando después del n.° 24, Warner comisionó al escritor fantasma Ron Goulart de escribir 12 novelas de imitación nuevas para extender la serie de reimpresiones en formato de libro de bolsillo hasta el n.° 36, omitiendo las seis historias cortas de Tepperman de la década de 1940 en favor de nuevas historias del tamaño de un libro. Las portadas de la serie de libros de bolsillo del Vengador de la década de 1970 fueron ilustradas inicialmente por Peter Caras y posteriormente por George Gross. Estas encajan cronológicamente después de las seis historias de Tepperman, pero la Warner las numeró del #25 al #36 (en tanto la Warner omitió las historias de Tepperman). Steve Holland sirvió como modelo para Benson en la portada, como lo había hecho para Doc Savage en las reimpresiones en formato de bolsillo de Bantam de esa serie.
Nota: Los números entre paréntesis se refieren la designación usada por la Warner Paperback Library.
- - 31. (25) The Man from Atlantis, publicada el 1 de junio de 1974
  - 32. (26) Red Moon, publicada el 1 de julio de 1974
  - 33. (27) The Purple Zombie, publicada el 1 de agosto de 1974
  - 34. (28) Dr. Time, publicada el 1 de septiembre de 1974
  - 35. (29) The Nightwitch Devil, publicada el 1 de octubre de 1974
  - 36. (30) Black Chariots, publicada el 1 de noviembre de 1974
  - 37. (31) The Cartoon Crimes, publicada el 1 de diciembre de 1974
  - 38. (32) The Death Machine, publicada el 1 de enero de 1975
  - 39. (33) The Blood Countess, publicada el 1 de febrero de 1975
  - 40. (34) The Glass Man, publicada el 1 de marzo de 1975
  - 41. (35) The Iron Skull, publicada el 1 de abril de 1975
  - 42. (36) Demon Island, publicada el 1 de mayo de 1975

### Moonstone Books (2008–)
A partir de comienzos de la década de 2000, el editorial Moonstone Books (bajo la dirección del editor Joe Gentile) ha producido una serie de libros de prosa y cómics y basados en personajes del pulp bajo licencia, detectives y otros, comenzando con The Phantom (el Fantasma). En 2008, se lanzó una antología en prosa (disponible tanto en formato de bolsillo como en carátula dura de edición limitada) que incluía historias nuevas del Vengador, con portadas de Dave Dorman, así como del artista de portadas de las ediciones de bolsillo de la década de 1970 Peter Caras, y una portada de edición limitada de Douglas Klauba. Esta antología fue editada por Joe Gentile y Howard Hopkins, e incluyó numerosas historias de autores entre los que se encontraban Gentile, Hopkins, Ron Goulart, Will Murray, Win Scott Eckert, Richard Dean Starr, Tom DeFalco, Paul Kupperberg, Mel Odom y otros.
Moonstone también ha anunciado planes de continuar con la serie de novelas. A fecha de 2019, han lanzado un título nuevo .
- 43. The Sun King de Matthew Baugh, publicada el 7 de julio de 2015
- 44. Double Feature de Bobby Nash y Chuck Miller, publicada el 14 de noviembre de 2018
- 45. Hunt the Avenger de Win Scott Eckert, julio de 2019
- nn. The Avenger Chronicles, publicada en octubre de 2008
- nn. The Avenger: The Justice, Inc. Files, publicada en 2011 (Esta edición especial de tapa dura contenía historias adicionales en solitario de los ayudantes del Vengador, Mac, Nellie y Cole.)
- nn. The Avenger: Roaring Heart of the Crucible, publicada en 2013 (esta edición especial de tapa dura contenía historias individuales adicionales de los ayudantes del Vengador, Josh, Rosabel y Smitty.)

## No-pulp

### Reimpresiones
En 2009, Sanctum Productions empezó a reimprimir exclusivamente las 24 novelas pulp originales en ediciones que eran casi réplicas. En cada número se reimprimían dos novelas e incluía ilustraciones interiores originales en blanco y negro de los pulps, así como las portadas originales de las revistas pulp adelante y atrás. Este formato es similar al que emplean en sus series actuales de reimpresión de Doc Savage y The Shadow.

### Continuaciones, extrapolaciones
El Vengador es mencionado por el autor Philip José Farmer como parte de su familia Wold Newton, y en un ensayo publicado en Myths for the Modern Age: Philip José Farmer's Wold Newton Universe (MonkeyBrain Books, 2005), Chuck Loridans contribuyó con un artículo titulado "Las hijas de Greystoke" en el que construye un árbol genealógico vinculando a Nellie Gray con Tarzán y con Jane Porter.
En 2008, Moonstone Books produjo la primera antología de El Vengador, con historias escritas por varios fanáticos y escritores de variantes pulp, entre ellos Ron Goulart y el editor de Myths for the Modern Age, Win Scott Eckert.

### Cómics
Se han hecho varios intentos de revivir al Vengador como un personaje de cómics, empezando en la década de 1940 en Shadow Comics de la editorial Street & Smith, pero ninguno (hasta la fecha) ha sido particularmente exitoso. El personaje apareció por primera vez en Shadow Comics # 2 (febrero de 1940), haciendo siete apariciones hasta 1944.
En 1975, DC Comics publicó el cómic llamado Justice, Inc. protagonizado por el Vengador. Esto ocurrió durante el tiempo en que también publicaban The Shadow (La Sombra). El Vengador también apareció en el número 11 de The Shadow. Los dos primeros números se basaron en historias de la revista pulp. Jack Kirby fue el dibujante de los números 2 a 4 (así como de las portadas de los números 2 y 3). El cómic solo tuvo una duración de cuatro números.
En la década de 1980, cuando DC Comics estaba de nuevo haciendo The Shadow, apareció brevemente una versión "actualizada" del Vengador. En 1989, DC lanzó una miniserie de dos números, en formato de lujo de 52 páginas, escrita por Andy Helfer y dibujada y coloreada por Kyle Baker, bajo el título de Justice, Inc. La miniserie revelaba la 'verdad' tras el origen del Vengador.
En noviembre de 2009, el Vengador apareció en la serie The First Wave, serie derivada del Especial Batman/Doc Savage. El Vengador habría de aparecer como una serie de respaldo en el nuevo cómic Doc Savage (2010), escrito por el galardonado novelista de suspenso Jason Starr. Sin embargo, se hicieron varias alteraciones a sus ayudantes y a Justice, Inc. La serie apareció en los números 1 a 9 de Doc Savage, y el personaje además protagonizó el First Wave Special.
En agosto de 2014, el Vengador apareció en una miniserie de cinco partes publicada por Dynamite Entertainment, bajo el título de Justice, Inc., apareciendo junto con La Sombra y Doc Savage. En diciembre de 2014 apareció un número único de Justice, Inc. titulado The Television Killers.

### Radio
Igualmente de corta duración fue "una serie de radio del Vengador transmitida por la Estación WHN en Nueva York y distribuida en otras partes del país". Desde el 18 de julio de 1941 hasta el 3 de noviembre de 1942, la novela pulp del Vengador estuvo al aire en una serie basada en la revista.
(Fragmento del guion del programa de radio El Vengador, fecha de emisión: martes 9 de septiembre de 1941, 9:30–10:00 p. m. )
MÚSICA: 		(ÓRGANO) TARAREO DEL VENGADOR CON CÓDIGO
BENSON: 	Enemigos de la Justicia... ¡Este es El Vengador!
MÚSICA: 		APARECE EL TEMA, LUEGO TRANSICIÓN SUAVE CON LA ATMÓSFERA (MANTENER EN EL FONDO)
BENSON: 	Tú que operas más allá de la Ley... tú que buscas arruinar la paz de LOS Estados Unidos... ¡TE LO ADVIERTO! Aplastaré tu poder, destruiré a los buitres que se alimentan de los inocentes y desprevenidos. ¡YO... SOY... EL VENGADOR!
MÚSICA: 	 APARECE EL TEMA, LUEGO SEGUIR CON LA ATMÓSFERA (MANTENER EN EL FONDO)
El programa de radio del Vengador se originó en la estación WHN situada en Long Island, Nueva York, y se transmitió durante 62 semanas. Al parecer, también se emitió en muchas estaciones de los Estados Unidos como una serie de transcripciones. Cabe aclarar que las 62 semanas se refieren solo al período durante el cual se emitió el programa, y no al número de emisiones. Posiblemente su emisión se vio aplazada varias veces debido a la cobertura de eventos deportivos. Lo más probable es que la serie consistiera en una temporada,  estándar para la época, de 26 episodios de media hora (más repeticiones). Desafortunadamente, a pesar de que el programa fue grabado para ser distribuido, lo único que sobrevive del programa son siete guiones.
Todos estos guiones son de las primeras nueve semanas del programa, uno de los cuales es un guion original titulado Tear Drop Tank . Los restantes son The Hate Master, River of Ice, Three Gold Crowns, The Blood Ring, The Devil's Horns y The Avenger. Todos estos guiones se basaron en las novelas de revista homónimas, con excepción de The Avenger, que se basó en la segunda aventura, The Yellow Hoard. Ninguno de los guiones menciona al equipo de producción o al elenco, y de hecho, los primeros tres guiones que sobreviven no mencionan siquiera a los escritores.
Los últimos cuatro guiones (a juzgar por las fechas de emisión descritas) fueron escritos por Maurice Joachim, un actor y guionista de radio, que escribió episodios de la serie de Doc Savage producida por la WMCA en la década de 1940. Es muy probable que también haya actuado en el Vengador, pues tenía fama de ser muy versátil  (p. ej., a mediados de la década de 1930, fue presentador del programa Majestic Master of Mystery en donde interpretaba él mismo todos los papeles). Solo Joachim y el organista aparecieron en los créditos en el guion, en el que se estipulaba que el locutor diera el crédito "con música original de Dick Ballou".
Estas instrucciones especificaban un motivo de código Morse para la música, que se replicaba en los efectos de sonido. En los primeros guiones, el "Tarareo del Vengador" se menciona dentro de los episodios, ya que en ellos se da la impresión de que Richard Benson tiene una unidad de radio implantada quirúrgicamente dentro de su cuerpo y, por lo tanto, sus entradas en escena son anunciadas por un tono de onda portadora. Esta idea algo inquietante se abandonó en algún momento de la serie, y en su lugar se utilizan las radios compactas de cinturón de las novelas.
Los guiones supervivientes no incluyen a los personajes afroamericanos de Josuah y Rosabel Newton, ni al joven Cole Wilson.